# 100 hongkongi film, amit látni kell
A 100 hongkongi film, amit látni kell egy lista, melyet a Hongkongi Filmarchívum állított össze 2011-ben a hongkongi filmgyártás legjobb alkotásaiból. A listán szereplő filmeket Hongkongban 2011. október 8-tól vetítik is a filmarchívum mozijában, minden második héten kettőt. A listára művészeti és filmtörténeti szempontból jelentős alkotásokat válogattak ki az 1916 és 1999 között készült filmek közül.

## Lista

### 1916–1960
| Év      | Cím                                                         | Rendező                                     |
| ------- | ----------------------------------------------------------- | ------------------------------------------- |
| 1916    | A Trip Through China                                        | Benjamin Brodsky                            |
| 1939    | Orphan Island Paradise (Ku tao tien tang (Gu dao tian tang) | Tsai Chu Sang                               |
| 1941    | Scenes of Yan'an                                            | Lam Chong, Tsui Tin                         |
| 1941    | Roar of the People                                          | Tang Hsziao-tan (Tang Xiaodan)              |
| 1941    | A Page of History                                           | Lan Man Wai                                 |
| 1948    | Sorrows of the Forbidden City                               | Csu Si-lin (Zhu Shilin)                     |
| 1949    | Blood Will Tell                                             | Griffin Yue Feng                            |
| 1949    | Wong Fei Hung's Whip That Smacks The Candle                 | Vu Pang (Wu Pang)                           |
| 1949    | Wong Fei Hung Burns The Tyrants' Lair                       | Vu Pang (Wu Pang)                           |
| 1950    | Dawn Must Come                                              | Wong Wai Yat                                |
| 1950    | The Kid                                                     | Fung Fung                                   |
| 1950    | Awful Truth                                                 | Li Ping-csien (Li Pingqian)                 |
| 1950    | The Misarranged Love Trap                                   | Mok Hong Si                                 |
| 1951    | Blood-stained Azaleas                                       | Lee Sun Fung                                |
| 1951    | Should They Marry?                                          | Csu Si-lin, Paj Csen (Zhu Shilin, Bai Chen) |
| 1951    | Mysterious Murderer Part 1                                  | Tong Tik Sang                               |
| 1951    | Mysterious Murderer Part 2                                  | Tong Tik Sang                               |
| 1952    | The Prodigal Son                                            | Ng Wui                                      |
| 1953–54 | Family/Spring/Autumn                                        | Ng Wui, Lee Sun Fung                        |
| 1953    | Festival Moon                                               | Csu Si-lin (Zhu Shilin)                     |
| 1953    | In The Face of Demolition                                   | Lee Tit                                     |
| 1954    | Story of Father and Son                                     | Ng Wui                                      |
| 1954    | Mutual Understanding                                        | Chun Kim                                    |
| 1955    | It Was A Cold Winter Night                                  | Lee Sun Fung                                |
| 1955    | Parents' Hearts                                             | Chun Kim                                    |
| 1955    | Eternal Love                                                | Lee Tit                                     |
| 1955    | Anna                                                        | Lee Sun Fung                                |
| 1956    | Blood In Snow                                               | Li Han Hsiang                               |
| 1956    | The Wall                                                    | Wong Hang                                   |
| 1956    | The Seventh Heaven                                          | Ng Wui                                      |
| 1957    | Golden Lotus                                                | Griffin Yue Feng                            |
| 1957    | Love Lingers On                                             | Tso Kea                                     |
| 1957    | The Sorrowful Lute                                          | Tso Kea                                     |
| 1957    | Our Sister Hedy                                             | Doe Ching                                   |
| 1959    | Money                                                       | Ng Wui                                      |
| 1959    | Butterfly and Red Pear Blossom                              | Lee Tit                                     |
| 1959    | The Chair                                                   | Tso Kea                                     |
| 1960    | Laugh, Clown, Laugh                                         | Li Ping-csien (Li Pingqian)                 |
| 1960    | Forever Yours                                               | Evan Yang                                   |
| 1960    | Motherhood                                                  | Tso Kea                                     |
| 1960    | The Wild, Wild Rose                                         | Wong Tin Lam                                |
| 1960    | The Eternal Love                                            | Csu Si-lin (Zhu Shilin)                     |

### 1961–1999
| Év   | Cím                                          | Rendező            |
| ---- | -------------------------------------------- | ------------------ |
| 1961 | Father Is Back                               | Lee Tit            |
| 1961 | How To Get A Wife                            | Chun Kim           |
| 1963 | Empress Wu Tse Tien                          | Li Han Hsiang      |
| 1963 | Father Takes A Bride                         | Wong Tin lam       |
| 1965 | Ungratefulness                               | Chor Yuen          |
| 1966 | Come Drink With Me                           | King Hu            |
| 1967 | Story of a Discharged Prisoner               | Patrick Ling Kung  |
| 1967 | Paragon of Sword & Knife Part 1              | Chan Lit Bun       |
| 1968 | Paragon of Sword & Knife Part 2              | Chan Lit Bun       |
| 1968 | The Golden Swallow                           | Chang Cheh         |
| 1968 | The Pregnant Maiden                          | Chor Yuen          |
| 1970 | The Arch                                     | Tong Shu Shuen     |
| 1970 | Yesterday Today Tomorrow                     | Patrick Lung Kong  |
| 1971 | A Touch of Zen                               | King Hu            |
| 1972 | Intimiate Confessions of a Chinese Courtesan | Chor Yuen          |
| 1972 | A Sárkány útja                               | Bruce Lee          |
| 1973 | The Blood Brothers                           | Chang Cheh         |
| 1974 | China Behind                                 | Tong Shu Shuen     |
| 1976 | The Magic Blade                              | Chor Yuen          |
| 1976 | The Private Eyes                             | Michael Hui        |
| 1978 | Részeges karatemester                        | Yuen Woo-ping      |
| 1979 | Dirty Ho                                     | Lau Kar Leung      |
| 1979 | Raining In The Mountain                      | King Hu            |
| 1979 | The Butterfly Murders                        | Tsui Hark          |
| 1979 | The Secret                                   | Ann Hui            |
| 1980 | The Spooky Bunch                             | Ann Hui            |
| 1980 | Dangerous Encounter – First Kind             | Tsui Hark          |
| 1981 | Man On The Brink                             | Alex Cheung        |
| 1981 | Martial Club                                 | Lau Kar Leung      |
| 1981 | The Prodigal Son (Bai ga jai)                | Sammo Hung         |
| 1982 | Boat People                                  | Ann Hui            |
| 1982 | Nomad                                        | Patrick Tan        |
| 1983 | Reign Behind a Curtain                       | Li Han Hsiang      |
| 1983 | Ah Ying                                      | Allen Fong         |
| 1984 | Long Arm of the Law                          | Johnny Mak         |
| 1984 | Homecoming                                   | Yim Ho             |
| 1984 | Shanghai Blues                               | Tsui Hark          |
| 1985 | Mr. Vampire                                  | Ricky Lau Koon Wai |
| 1985 | Rendőrsztori                                 | Jackie Chan        |
| 1986 | Szebb holnap                                 | John Woo           |
| 1986 | Just Like Weather                            | Allen Fong         |
| 1987 | City on Fire                                 | Ringo Lam          |
| 1987 | An Autumn's Tale                             | Mabel Cheung       |
| 1987 | Szellemharcosok                              | Ching Siu Tung     |
| 1987 | Wonder Women                                 | Kam Kwok Leung     |
| 1987 | The Romance of Book and Swords               | Ann Hui            |
| 1988 | Rouge                                        | Stanley Kwan       |
| 1989 | A bérgyilkos                                 | John Woo           |
| 1989 | God of Gamblers                              | Wong Jing          |
| 1990 | Vadító szép napok                            | Wong Kar-wai       |
| 1991 | Kínai történet                               | Tsui Hark          |
| 1992 | A kard mestere 2.                            | Ching Siu-tung     |
| 1992 | The Legendary La Rose Noire                  | Jeff Lau           |
| 1992 | Autumn Moon                                  | Clara Law          |
| 1993 | Fong Sai-yuk                                 | Corey Yuen         |
| 1993 | Fong Sai-yuk 2.                              | Corey Yuen         |
| 1993 | C'est La Vie, Mon Cheri                      | Derek Yee          |
| 1994 | Ashes Of Time                                | Wong Kar-wai       |
| 1995 | A Chinese Odyssey – Part 1: Pandora's Box    | Jeff Lau           |
| 1995 | A Chinese Odyssey – Part 2: Cinderella       | Jeff Lau           |
| 1996 | Comrades, Almost a Love Story                | Peter Chan         |
| 1997 | Made in Hong Kong                            | Fruit Chan         |
| 1999 | The Mission                                  | Johnnie To         |